# Arenaria obtusiflora
Arenaria obtusiflora är en nejlikväxtart. Arenaria obtusiflora ingår i släktet narvar, och familjen nejlikväxter.

## Underarter
Arten delas in i följande underarter:
- A. o. ciliaris
- A. o. obtusiflora